# Emberatoriet meem
Emberatoriet meem é um filme de drama egípcio de 1972 dirigido e escrito por Hussein Kamal. Foi selecionado como representante do Egito à edição do Oscar 1973, organizada pela Academia de Artes e Ciências Cinematográficas.

## Elenco
- Faten Hamama